# Esther Tusquets
Pour les articles homonymes, voir Tusquets.
Esther Tusquets, née à Barcelone le 30 août 1936, et morte le 23 juillet 2012 d'une pneumonie,  est une romancière espagnole. 
Elle fait partie, avec d'autres intellectuels espagnols des années 1960, de la Gauche divine.
Elle est la sœur de l'architecte Òscar Tusquets.

## Biographie
Après des études de Lettres et Philosophie, spécialisée en histoire, à Barcelone et à Madrid, elle enseigne la littérature et l'histoire à l'Académie Carillo. Au début des années 1960, elle reprend à la suite de son père la direction des éditions Lumen, dont elle fait l'une des maisons d'édition majeure du pays. Elle confiera ses souvenirs d'éditrice en 2005, dans la maison d'édition de sa fille, la romancière Milena Busquets.
Elle ne publie son premier roman qu'en 1978, La Mer toujours recommencée (El mismo mar de todos los veranos), premier d'une trilogie achevée en 1980. Elle allie à un style novateur une thématique féminine souvent lesbienne. Elle obtient le Prix de la ville de Barcelone en 1979.

## Œuvre
- El mismo mar de todos los veranos, Lumen, 1978 ; La Mer toujours recommencée, Robert Laffont, 1981.
- Juego o el hombre que pintaba mariposas, 1979.
- La conejita Marcela, Lumen, 1979.
- El amor es un juego solitario, Lumen, 1979.
- Varada tras el último naufragio, Lumen, 1980.
- Siete miradas en un mismo paisaje, Lumen, 1981.
- Recuerdo de Safo, 1982.
- "Las sutiles leyes de la simetría", nouvelle, in Doce relatos de mujeres, Ymelda Navajo (éd.), Alianza, 1982.
- Para no volver, Lumen, 1985 ; Pour ne plus revenir, Flammarion, 1988.
- Olivia, 1986.
- Libro de Moisés: Biblia I, Pentateuco, Lumen, 1987.
- Después de Moisés, Lumen, 1989.
- Relatos eróticos, Castalia, 1990.
- La reina de los gatos, Lumen, 1993.
- Libros "de lujo" para niños, 1994.
- La niña lunática y otros cuentos, Lumen, 1996.
- "Carta a la madre", nouvelle, in Madres e hijas, Laura Freixas (éd.), Anagrama, 1996.
- Con la miel en los labios, Anagrama, 1997.
- Ser madre, essai, in Ser mujer, Laura Freixas (éd.), Temas de Hoy, 2000, p. 81-99.
- Correspondecia privada, Anagrama, 2001.
- Confesiones de una editora poco mentirosa, RqueR editorial, 2005.
- Confesiones de una vieja dama indigna, Bruguera, 2009.